# John Roebuck
John Roebuck FRS (1718 – 17. juli 1794) var en engelsk opfinder, som spillede en vigtig rolle under den industrielle revolution og som er kendt for at have udviklet en metode til fremstilling af svovlsyre i industriel skala.

## Liv og arbejde
John Roebuck blev født i Sheffield, hvor hans far havde en blomstrende fremstillingsvirksomhed. Efter at have gået på Sheffield Grammar School og Dr. Philip Doddridges akademi i Northampton, studerede Roebuck medicin i Edinburgh, hvor han udviklede en interesse for kemi ved at følge forelæsninger af William Cullen og Joseph Black. Han fik til sidst eksamen som læge fra Universiteit Leiden i 1742. Roebuck åbnede lægepraksis i Birmingham, men brugte en stor del af sin tid på kemi, især dens praktiske anvendelser. Blandt de vigtigste af hans tidlige resultater på dette område var introduktionen i 1746 af blykondenseringskamre ved fremstilling af svovlsyre. Sammen med Samuel Garbett byggede han i 1749 en fabrik i Prestonpans i Skotland til produktion af syren, og i en årrække havde de monopol. Da han ikke havde udtaget patenter kunne Roebuck ikke forhindre andre i at gøre brug af hans metode.
Roebuck blev derefter involveret i fremstillingen af jern, og i 1760 grundlagde han Carron Company jernværket i Carron, Stirlingshire. Her indførte han forskellige forbedringer i produktionsmetoderne, herunder omdannelse (patenteret i 1762) af støbejern til smedejern.
Roebucks næste foretagende var knap så vellykket. He lejede en kulmine i Bo'ness som skulle levere kul til jernværket i Carron, men da han gravede efter nye kullag stødte han på så store mængder vand, at minens Newcomen dampmaskine ikke kunne holde minen tør. Da han hørte om James Watts dampmaskine tog han kontakt til opfinderen. Denne maskine, som dengang var på et tidligt udviklingstrin, viste sig også utilstrækkelig, men Roebuck fik en stor tro på dens fremtid, og til gengæld for to-tredjedeles andel i opfindelsen hjalp han Watt med at perfektionere detaljerne. Roebucks vanskeligheder i kulminen, sammen med et mislykket forsøg på at fremstille baser, bragte ham i økonomiske vanskeligheder, og han overdrog sin andel i Watts maskine til Matthew Boulton til gengæld for annullering af en gæld på £1200. Selv om Roebuck efterfølgende måtte opgive sin andel i Bo'ness works, fortsatte han med at lede dem og bo i det nærliggende Kinneil House, hvor han beskæftigede sig selv med landbrug af en betydelig størrelse.
Roebuck døde i 1794 og blev begravet på Carriden Churchyard i Bo'ness.

## Æresbevisninger
- 1764 – Fellow i Royal Society of London

## References
1. ↑  Derry, Thomas Kingston; Williams, Trevor I. (1993). A Short History of Technology: From the Earliest Times to A.D. 1900. New York: Dover.
2. ↑  Kiefer, David M. (2001). "Sulfuric Acid: Pumping Up the Volume". American Chemical Society. Hentet 2008-04-21.
3. ↑  Salmon, Thomas James. "Bo'ness - Who's Who Historically". Arkiveret fra originalen 9. februar 2012. Hentet 2008-04-22.